# Alba FC
Alba FC es un club de fútbol de Somalia ubicado en la ciudad de Alba. Actualmente, juega en la Liga Somalí de Fútbol.

## Historia
Se conoce muy pocos datos sobre el club. Consiguió una pequeña hazaña en 1995 al ganar la Liga. Es el único trofeo que ha obtenido hasta ahora.

## Palmarés
- Liga de Somalia: 1

1995.
- Datos: Q5662436